# セーニー・プラーモート
モムラーチャウォン・セーニー・プラーモート（タイ語: หม่อมราชวงศ์เสนีย์ ปราโมช、1905年5月26日 - 1997年7月28日）は、タイの政治家、外交官である。民主党に所属し首相を3度務めた。また、タイ王室の一員でもあった。

## 経歴
ラーマ2世の子孫に当たるカームロブ親王と政界の勢家であったブンナーク家出身のモム・デンとの間に生まれた。オックスフォード大学ウスター・カレッジで法学の二級学位を取得した後、ロンドンのグレイ法曹院で研究を続ける。タイ帰国後は最高裁判所修習生として6ヶ月間タイ法を学び、民事裁判所に勤務した。その後外務省に移り、駐米タイ大使としてアメリカ合衆国に送られた。チュラーロンコーン大学で、名誉博士号もとった。

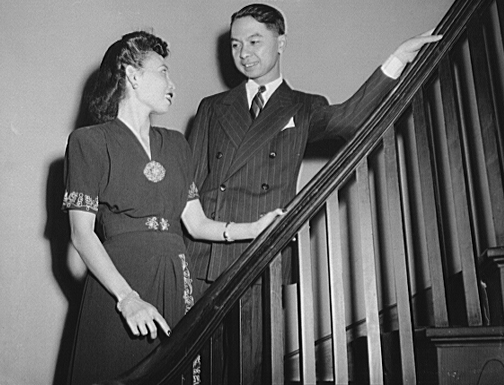
セーニー・プラーモートとその妻。この写真は1944年に撮影された。

### 自由タイ運動
1941年12月8日早朝、日本軍がタイに侵攻し、プレーク・ピブーンソンクラーム首相により、日本軍がマレー半島とミャンマーへ侵入するに際しタイの軍事施設を利用できることを認めた休戦協定が締結され、さらに12月21日には日本との間に正式に日泰攻守同盟条約が締結された。また、ピブーンソンクラーム政権は1942年1月25日にイギリスとアメリカに宣戦布告をした。駐英大使はこの宣戦布告をイギリス政府に届けたが、セーニーはこれを拒否、アメリカでの抗日運動を組織しようと考えた。
12月8日午前にはコーデル・ハル国務長官と会談し、駐米大使館において大使館員満場一致で連合国側と運命を共にすることを決定した。同日午後には連合国に対する協力を国務省で提案した。タイの早期降伏を親日分子の責任に帰した彼は、戦争の遂行のためのアメリカ国内におけるタイ資産の凍結解除についてハルと会談し、在国タイ人が「政府が日本の掌中にある間、真に愛国的で自由を愛するタイ人の政府を組織し維持すること」を提案した。国務省は、セーニーがタイ政府を代表し続けているように行動することを決定したため、セーニーは凍結されていたタイ資産を利用することが出来た。
彼は、連合国を支持するタイ人のボランティアを動員する計画を進め、外交官とその家族以外にもほとんどの留学生が参加した。

### 戦後
彼はバンコクに戻った当日1945年9月17日に、首相に就任した。しかし彼は、極めて不愉快な面持ちであったプリーディー・パノムヨンの信奉者によって占められた内閣の首班としての地位を見いだすだけであった。プリーディーはクワン・アパイウォン政権時と同様、政権の背後で勢力を振るい続けた。
セーニーは弟モムラーチャウォン・ククリット・プラーモートとともに、1946年に新結成された民主党に参加した。1947年11月に民主党は、タワン・タムロンナーワーサワット政権の追い落としのため不平将校と協力し、その見返りとしてセーニーがクワン・アパイウォンによる政変により成立した内閣で閣僚の椅子を得た。

### 1970年代
その後彼は弁護士の仕事に戻ったが、軍事政権下において民主党員の籍を維持していた。彼は1975年2月26日から3月14日までの短期間、再び首相を勤めた。辞任後、彼の弟であるククリット・プラーモートによって継承されたが、ククリット政権も短命に終わった。
1976年4月20日にセーニーは政府首班の地位を取り戻したが、この最後の任期は国家の危機の時期に当たっていた。左翼学生と右翼組織との対峙は1976年10月6日のタンマサート大学虐殺事件に終わり、クーデターを宣言した軍によりセーニーは退去させられた。彼は民主党党首を辞任し、政界から引退した。
以後、彼は弁護士として働いた。

## 関連記事
- タイの首相